# Monteverde
Monteverde, tên chính thức là Monte Verde, là một huyện của Puntarenas trong Puntarenas ở Costa Rica. 
Khu tự quản này nằm trong dãy núi Cordillera de Tilarán. Cách Thung lũng Trung tâm khoảng 4 giờ lái xe, Monteverde là một trong những điểm du lịch sinh thái lớn của đất nước. Khu vực này có Khu bảo tồn Rừng Mây Monteverde và một số điểm tham quan tự nhiên khác, thu hút lượng lớn khách du lịch và các nhà tự nhiên học.
National Geographic đã gọi Khu bảo tồn Sinh học Rừng Mây Monteverde là "viên ngọc quý trên vương miện của các khu bảo tồn rừng mây". Newsweek đã tuyên bố Monteverde là "Nơi đáng nhớ trước khi nó biến mất" số 14 trên thế giới. Theo phiếu bầu phổ thông ở Costa Rica, Monteverde được coi là một trong  Bảy kỳ quan thiên nhiên của Costa Rica , cùng với Isla del Coco, Volcán Arenal, Cerro Chirripó, Río Celeste, Tortuguero, và Volcán Poás.